# Catharina Charlotta Ross
Catharina Charlotta Ross, död 1828, var en finländsk poet. Hon tillhörde de första kvinnor i Finland som publicerade sina egna dikter i pressen under eget namn. 
Hon var dotter till professor Isak Ross i Åbo, och debuterade i Åbo Tidning 1801. 